# Vörösnyakú vöcsök

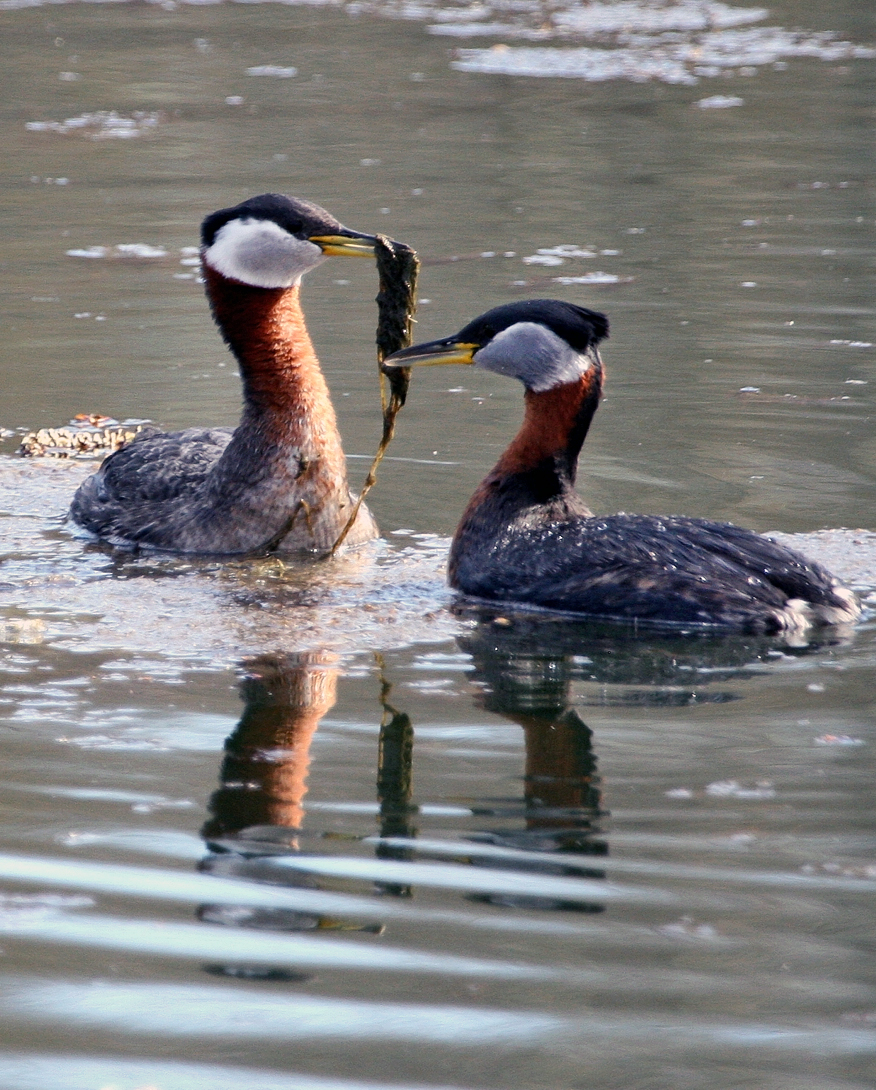
Udvarló vörösnyakú vöcskök

A vörösnyakú vöcsök (Podiceps grisegena) a vöcsökalakúak (Podicipediformes) rendjébe, ezen belül a vöcsökfélék (Podicipedidae) családjába tartozó, az ismert búbos vöcsöknél kisebb vízimadár.

## Előfordulása
A vörösnyakú vöcsök eurázsiai madár, de Észak-Amerika nyugati részén is előfordul. A hegyvidékeket és a leghidegebb, északi területeket kivéve Közép-Európától és Skandináviától egészen a Csendes-óceán partjaiig elterjedt Európában és Ázsiában a tengerpartok és az édesvizek közelében.

### Kárpát-medencei előfordulása
Magyarországon ritka, de rendszeres fészkelő faj, becsült példányszáma 80–150 párra tehető. Az állomány zöme a Tisza mentén, elsősorban a Tisza-tó környékén és a Bodrogköz vidékén, illetve a Dunántúlon kis mennyiségben a Velencei-tó, a Balaton és a Kis-Balaton közelében fordul elő. Április és október között figyelhető meg.

## Alfajai
- Podiceps grisegena grisegena – Európa és Nyugat-Szibéria
- Podiceps grisegena holbollii – Kelet-Szibéria és Észak-Amerika

## Megjelenése
Testhossza 40–50 centiméter és szárnyfesztávolság 77–85 centiméter, amihez 0,7–0,9 kilogrammos testtömeg társul. A nemek egyformák, a hímek némileg testesebbek. A téli tollazat alapvetően szürke, a háton, a szárnyakon, a nyak hátsó részén és a fejtetőn feketébe hajlik, a hasi részen, a nyakon és az arcrészen pedig világosszürke. A nászidőszakban ezzel szemben a madarak nyaka gesztenyebarna, csőrük töve élénksárga, arcrészük továbbra is világosszürke marad. Jól megkülönböztethetőek a búbos vöcsköktől, mivel sem gallérjuk, sem bóbitáik sincsenek. A fiókák sötét alapon fehéren csíkosak.

## Életmódja
A vörösnyakú vöcsök elsősorban kisebb halakkal, ízeltlábúakkal, kétéltűekkel táplálkozik, étrendjét olykor növényi részek egészítik ki. Táplálékát a víz alá bukva szerzi meg. Kiváló úszó, úszóhártyás lábainak ujjait karéjos oldallemezek is segítik.
Félénk madár, leginkább lebukva menekül ellenfelei elől. Röpte jellegzetes, nyakát mereven előrenyújtja, szárnyaival pedig nagy sebességgel verdes. Hangadása változatos, a nászidőszakban igen zajos tud lenni.
Alapvetően rövidtávú vonuló, de olykor áttelelhet. Az európai madarak az Északi-, a Jeges-, a Balti- az Adriai- és a Kaszpi-tenger partvidékén telelnek át. Ezeken a helyeken állandó populációk is élnek.

## Szaporodása

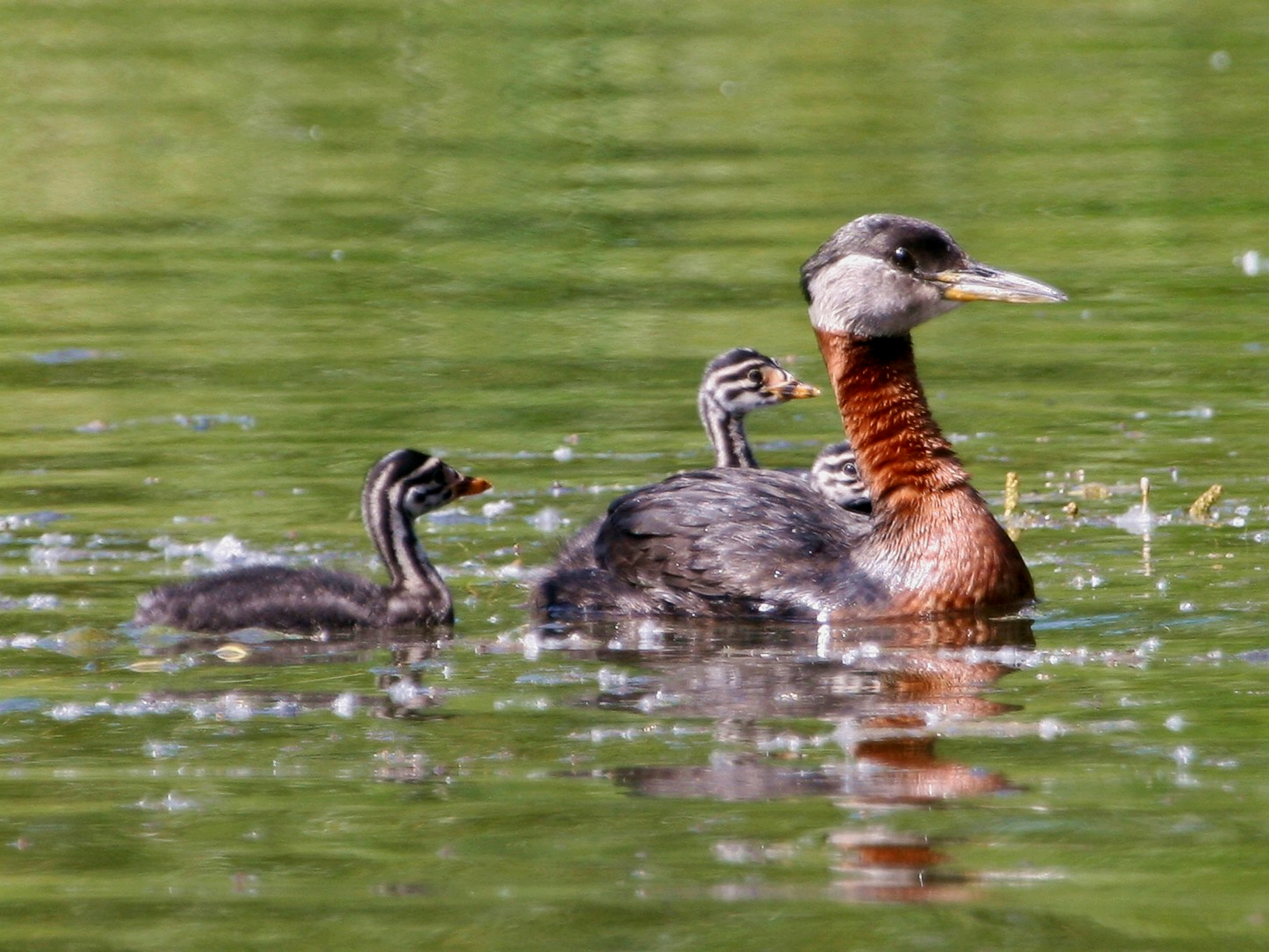
Vöcsök fiókáival, Alaszka

A vörösnyakú vöcskök békés állóvizek, mocsarak, holtágak, halastavak gyékényeseiben építik fel fészküket a táncszerű, rituális udvarlást követően. Az úszó fészket valamilyen víz felszínén úszó növényre (például tündérfátyol, tündérrózsa) építi fel a két szülő növényi részekből, gyékénylevelekből és hínárból. Körülötte revírt tartanak fenn, amit óvnak a betolakodóktól.
A 4–6 tojás 20–23 nap után kel ki, ezt követően a szülők közösen gondoskodnak a szinte azonnal úszás- és merülésképes utódaikról. A fiókák 72 naposan válnak önellátóvá, de még egy darabig együtt maradnak szüleikkel.

## Védettsége

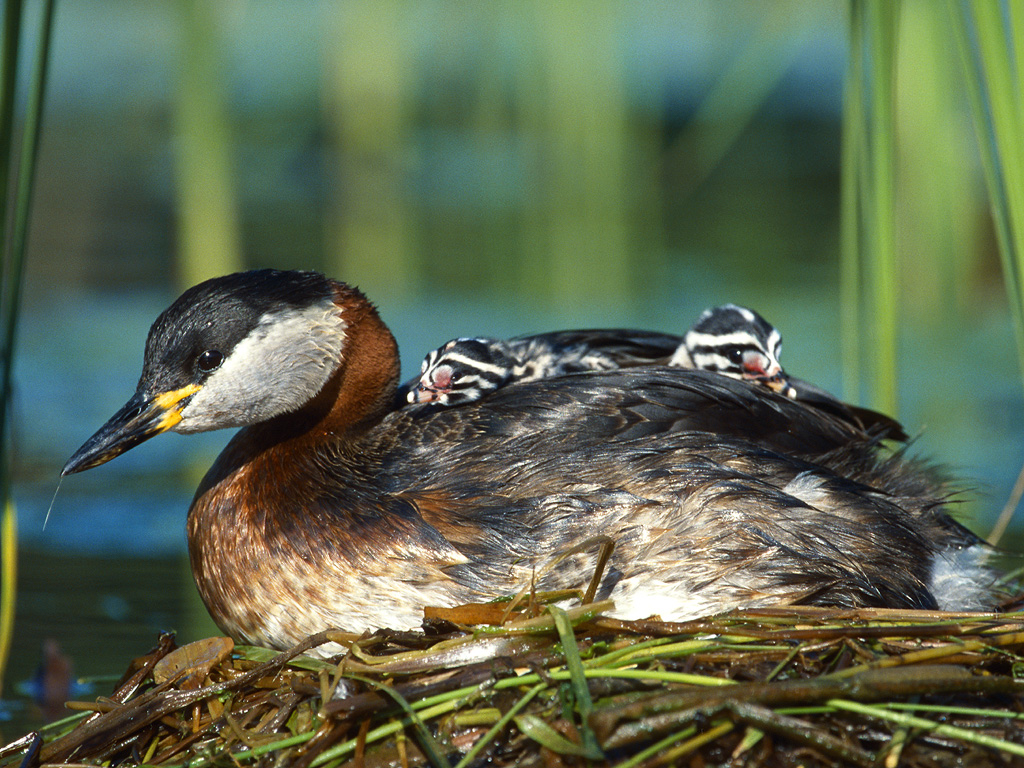
Vörösnyakú vöcsök tojó hátán a kicsinyeivel

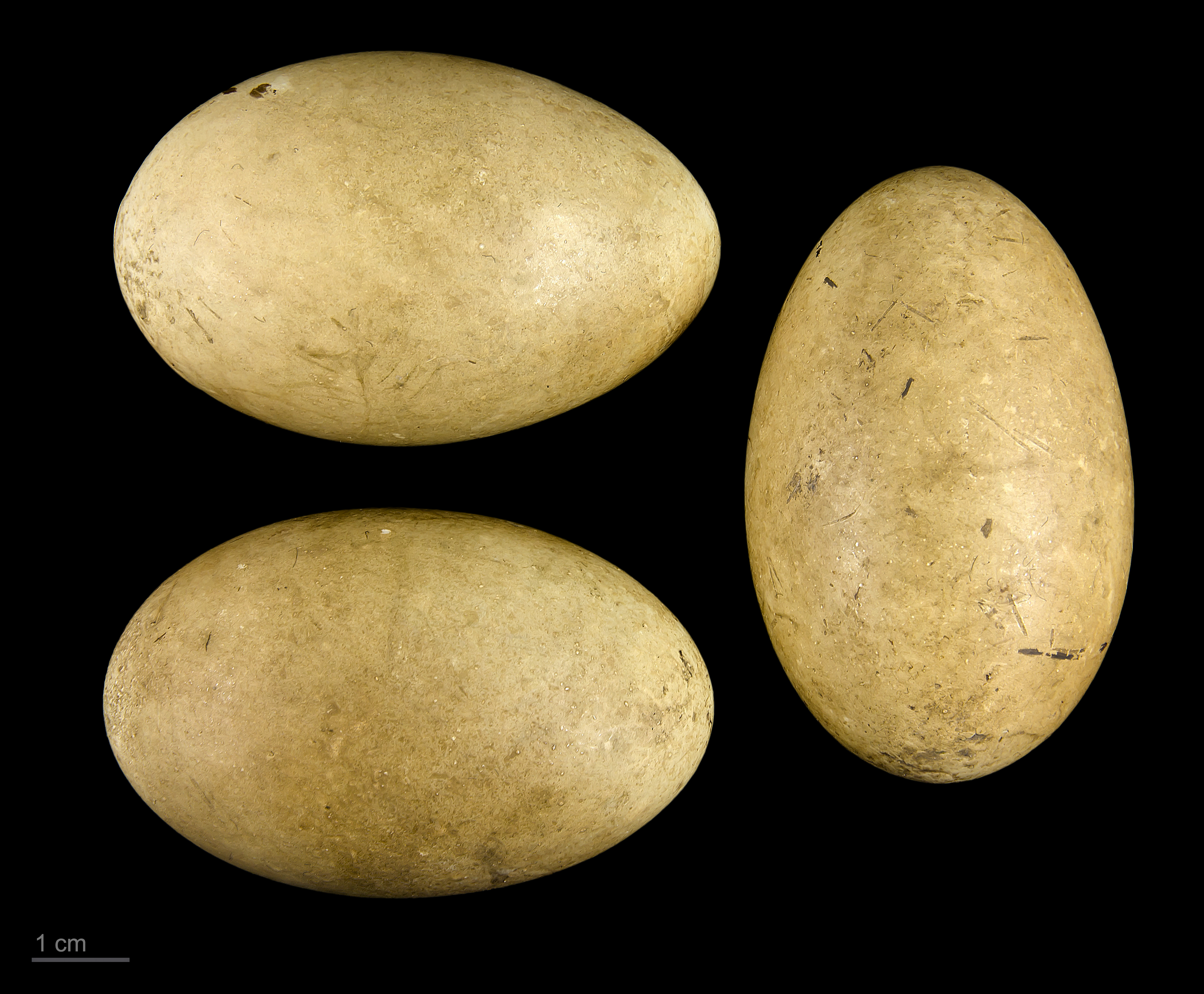
Podiceps grisegena

A vörösnyakú vöcsköt elsősorban a vizes élőhelyek eltűnése fenyegeti. A Természetvédelmi Világszövetség értékelése szerint a nagy területen elterjedt, nagy példányszámú fajt nem fenyegeti különösebb veszély, ennek megfelelően SPEC besorolást sem kapott. Magyarországon fokozottan védett, természetvédelmi értéke 250 000 forint.

## Külső hivatkozások
- Ritka madarak hazai előfordulásai
- Képek az interneten a fajről
- Internet Bird Collection - videók a fajról